# Kínai rigó
A kínai rigó (Turdus mupinensis) a madarak osztályának verébalakúak (Passeriformes) rendjébe és a rigófélék (Turdidae) rendjébe tartozó faj.

## Rendszerezése
A fajt Alfred Laubmann német ornitológus írta le 1920-ban.

## Előfordulása
Délkelet-Ázsiában, Kína és Vietnám területén honos. Természetes élőhelyei a magaslati mérsékelt égövi erdők, ültetvények és vidéki kertek.

## Megjelenése
Testhossza 23 centiméter.

## Természetvédelmi helyzete
Az elterjedési területe nagy, egyedszáma pedig stabil. A Természetvédelmi Világszövetség Vörös listáján nem fenyegetett fajként szerepel.